# گنادی استراخوف
گنادی استراخوف (انگلیسی: Gennady Strakhov; ۱ نوامبر ۱۹۴۴ – ۳۰ دسامبر ۲۰۲۰) کشتی‌گیر اهل روسیه بود. وی به دلیل ابتلا به بیماری کروناویروس ۲۰۱۹ درگذشت.